# 八點砲

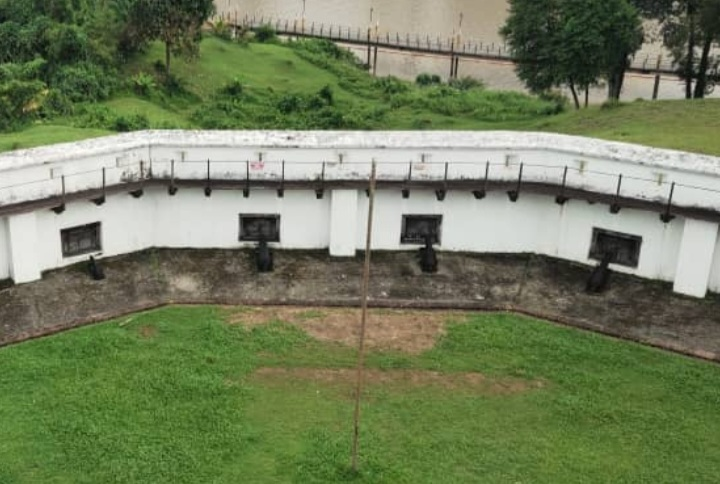
八点炮的燃放位置位于砂拉越河对岸的玛格丽特古堡，而早期八点炮主要是为皇家报时

八點砲是指八十年代以前在砂拉越古晋的一种报时方式，其历史可追溯至上世纪的英殖民时期。為了向皇室成員報時，因此規定晚上八時点燃火炮，以示皇室成員開始享用晚餐。而此時的皇宮也緊閉大門。

## 类似
- 怡和午炮

## 外部連結
- （中文）蔡羽／八點砲和拉者的晚餐 （页面存档备份，存于）